# 1961年のスポーツ
1961年のスポーツ（1961ねんのスポーツ）では、1961年（昭和36年）のスポーツ関連の出来事についてまとめる。

## できごと
- 1月8日 - 大相撲初場所で、初めてのスポーツ・テレビカラー放送開始
- 6月12日 - マン島のオートバイレースで本田技研のチーム優勝
- 6月15日～7月1日 - 第1回オリンピック・アカデミー、アテネで開催
- 6月16日 - スポーツ振興法公布
- 6月21日 - 第58次IOC総会で1964年東京オリンピック実施の20競技決定、柔道とバレーボールが新競技に
- 10月7日 - 第1回「スポーツの日」（国民体育デーを改称、後の「体育の日」）
- 10月15日 - ヨーロッパ遠征の日紡貝塚女子バレーボールチーム帰国、24戦無敗で東洋の魔女と呼ばれる
- 12月2日 - オランダのアントン・ヘーシンクが世界柔道選手権制覇

## 総合競技大会
- 第9回国際ろう者競技大会（フィンランド・ヘルシンキ・8月6日～10日）
- 第2回夏季ユニバーシアード（ブルガリア・ソフィア・8月25日～9月3日） - 日本の獲得メダル：金9、銀5、銅4

- 第16回秋田国体（冬季スケート - 長野県・1月22日～25日、冬季スキー - 新潟県・2月11日～14日、夏季 - 秋田県、福島県、宮城県・9月14日～17日、秋季 - 秋田県・10月8日～13日）
天皇杯順位：優勝 東京都、第2位 秋田県、第3位 愛知県
皇后杯順位：優勝 東京都、第2位 愛知県、第3位 大阪府

## アイスホッケー
- スタンレーカップ決勝（1960-1961シーズン）
シカゴ・ブラックホークス （4勝2敗） デトロイト・レッドウィングス

## 大相撲
- 一月場所（蔵前国技館・8日～22日）
幕内最高優勝 : 柏戸剛（13勝2敗,初）
十両優勝 : 芳野嶺元志（11勝4敗）
- 三月場所（大阪府立体育館・12日～26日）
幕内最高優勝 : 朝潮太郎（13勝2敗,5回目）
十両優勝 : 高錦照雄（12勝3敗）
- 五月場所（蔵前国技館・7日～21日）
幕内最高優勝 : 佐田の山晋松（12勝3敗,初）
十両優勝 : 清ノ森政夫（12勝3敗）
- 七月場所（名古屋市金山体育館・6月25日～7月9日）
幕内最高優勝 : 大鵬幸喜（13勝2敗,2回目）
十両優勝 : 若秩父高明（13勝2敗）
- 九月場所（蔵前国技館・10日～24日）
幕内最高優勝 : 大鵬幸喜(12勝3敗,3回目）
十両優勝 : 大塚範（12勝3敗）
- 十一月場所（福岡スポーツセンター・12日～26日）
幕内最高優勝 :大鵬幸喜（13勝2敗,4回目）
十両優勝 : 内田勝男（15戦全勝）
- 年間最優秀力士賞（年間最多勝):大鵬幸喜（71勝19敗）

## ゴルフ

### 世界4大大会（男子）
- マスターズ優勝者：ゲーリー・プレーヤー（南アフリカ）
- 全米オープン優勝者：ジーン・リトラー（アメリカ）
- 全英オープン優勝者：アーノルド・パーマー（アメリカ）
- 全米プロゴルフ優勝者：ジェリー・バーバー（アメリカ）

## サッカー
- 第41回天皇杯全日本サッカー選手権大会（5月4日～7日）
決勝：古河電工 3-2 中央大学

## 自転車競技

### ロードレース
- 第44回ジロ・デ・イタリア
総合優勝：アルナルド・パンピアンコ（イタリア）
- 第48回ツール・ド・フランス
総合優勝：ジャック・アンクティル（フランス）
- 1930年からこの年までツール・ド・フランスは、国別チーム制で行われた。

## テニス

### グランドスラム
- 全豪選手権　男子単優勝：ロイ・エマーソン（オーストラリア）、女子単優勝：マーガレット・スミス（オーストラリア）
- 全仏選手権　男子単優勝：マニュエル・サンタナ（スペイン）、女子単優勝：アン・ヘイドン（イギリス）
- ウィンブルドン　男子単優勝：ロッド・レーバー（オーストラリア）、女子単優勝：アンジェラ・モーティマー（イギリス）
- 全米選手権　男子単優勝：ロイ・エマーソン（オーストラリア）、女子単優勝：ダーリーン・ハード（アメリカ）

## 誕生
- 1月2日 - 斉藤仁（青森県、柔道、+2015年）
- 1月10日 - 石嶺和彦（沖縄県、野球）
- 1月18日 - マーク・メシエ（カナダ、アイスホッケー）
- 1月23日 - 広瀬哲朗（静岡県、野球）
- 1月24日 - ギド・ブッフバルト（ドイツ、サッカー）
- 1月26日 - ウェイン・グレツキー（カナダ、アイスホッケー）
- 2月1日 - 木戸克彦（大阪府、野球）
- 2月27日 - ジェームズ・ウォージー（アメリカ、バスケットボール）
- 3月1日 - 柱谷幸一（京都府、サッカー）
- 3月9日 - リック・スタイナー（アメリカ、プロレス）
- 3月21日 - ローター・マテウス（ドイツ、サッカー）
- 4月11日 - 角田信朗（大阪府、空手）
- 4月13日 - 牛島和彦（大阪府、野球）
- 4月16日 - ヴォルク・ハン（ロシア、格闘家）
- 4月17日 - ブーマー・アサイアソン（アメリカ、アメリカンフットボール）
- 4月26日 - 栗山英樹（東京都、野球）
- 4月30日 - アイザイア・トーマス（アメリカ、バスケットボール）
- 5月5日 - 馳浩（富山県、プロレス）
- 5月13日 - デニス・ロッドマン（アメリカ、バスケットボール）
- 5月20日 - 髙野光（東京都、野球、+2000年）
- 5月20日 - ラルフ・ブライアント（アメリカ、野球）
- 5月21日 - 高野進（静岡県、陸上競技）
- 5月23日 - ダニエレ・マッサーロ（イタリア、サッカー）
- 6月7日 - 岡崎郁（大分県、野球）
- 6月10日 - 長冨浩志（千葉県、野球）
- 6月15日 - スコット・ノートン（アメリカ、プロレス）
- 6月18日 - 逆鉾昭廣（鹿児島県、相撲）
- 6月18日 - アンドレス・ガララーガ（ベネズエラ、野球）
- 6月21日 - ジョン・ムウェテ・ムルアカ（コンゴ共和国、格闘家+2023年）
- 6月22日 - 今村豊（山口県、競艇）
- 6月26日 - グレッグ・レモン（アメリカ、自転車競技）
- 6月27日 - 益荒雄宏夫（福岡県、相撲）
- 7月1日 - カール・ルイス（アメリカ、陸上競技）
- 7月21日 - 谷口伴之（東京都、マラソン、+1990年）
- 7月25日 - ジャガー横田（東京都、プロレス）
- 8月9日 - ジェシー・バサロ（プエルトリコ→アメリカ、水泳）
- 8月14日 - 都並敏史（東京都、サッカー）
- 8月18日 - ジャック・ハウエル（アメリカ、野球）
- 9月2日 - カルロス・バルデラマ（コロンビア、サッカー）
- 9月2日 - 勝矢寿延（長崎県、サッカー）
- 9月6日 - 黒岩彰（群馬県、スピードスケート）
- 9月14日 - 大西直宏（東京都、競馬）
- 9月15日 - ダン・マリーノ（アメリカ、アメリカンフットボール）
- 9月21日 - 清川栄治（京都府、野球、+2024年）
- 10月6日 - カトリン・ドーレ（東ドイツ、マラソン）
- 10月7日 - 日高逸子（宮崎県、競艇）
- 10月11日 - スティーブ・ヤング（アメリカ、アメリカンフットボール）
- 10月16日 - 風間八宏（静岡県、サッカー）
- 10月30日 - 西島義則（島根県、競艇）
- 10月31日 - 杉山加代子（茨城県、バレーボール）
- 11月1日 - アン・ドノバン（アメリカ、バスケットボール）
- 11月12日 - ナディア・コマネチ（ルーマニア、体操）
- 11月12日 - 長嶋清幸（静岡県、野球）
- 11月15日 - 小早川毅彦（広島県、野球）
- 12月19日 - 香川伸行（大阪府、野球、+2014年）
- 12月19日 - レジー・ホワイト（アメリカ、アメリカンフットボール、+2004年）
- 12月20日 - フレディ・スペンサー（アメリカ、オートバイレーサー）
- 12月21日 - 佐藤満（秋田県、レスリング）
- 12月26日 - 仁村徹（埼玉県、野球）
- 12月30日 - ベン・ジョンソン（ジャマイカ→カナダ、陸上競技）

## 死去
- 2月26日 - ウンベルト・デ・モルプルゴ（イタリア、テニス、*1896年）
- 3月25日 - アーサー・ドローリー（イギリス、サッカー、*1891年）
- 4月25日 - ロバート・ガレット（アメリカ、陸上競技、*1875年）
- 4月30日 - 朝潮太郎 (2代)（愛媛県、相撲、*1879年）
- 7月17日 - タイ・カッブ（アメリカ、野球、*1886年）
- 8月23日 - ビールズ・ライト（アメリカ、テニス、*1879年）
- 11月25日 - ヒューバート・ヴァン・イニス（ベルギー、アーチェリー、*1866年）